# 임스트군

임스트군의 위치

임스트군(독일어: Bezirk Imst)은 오스트리아 티롤주에 위치한 군으로 행정 중심지는 임스트이며 면적은 1,724.65km2, 인구는 57,734명(2012년 기준), 인구 밀도는 33명/km2이다. 서쪽으로는 란데크군, 동쪽으로는 인스브루크란트군, 북쪽으로는 로이테군, 독일 바이에른주, 남쪽으로는 이탈리아 남티롤(볼차노도)와 접한다.

## 하위 행정 구역
1개 도시, 23개 일반 시를 관할한다.
- 도시
  - 임스트(Imst)
- 일반 시
  - 아르츨임피츠탈(Arzl im Pitztal)
  - 하이밍(Haiming)
  - 임스터베르크(Imsterberg)
  - 예르첸스(Jerzens)
  - 카레스(Karres)
  - 카뢰스텐(Karrösten)
  - 렝겐펠트(Längenfeld)
  - 미에밍(Mieming)
  - 밀스바이임스트(Mils bei Imst)
  - 뫼츠(Mötz)
  - 나세라이트(Nassereith)
  - 옵슈타이크(Obsteig)
  - 외츠(Oetz)
  - 리츠(Rietz)
  - 로펜(Roppen)
  - 장크트레온하르트임피츠탈(Sankt Leonhard im Pitztal)
  - 자우텐스(Sautens)
  - 질츠(Silz)
  - 죌덴(Sölden)
  - 슈탐스(Stams)
  - 타렌츠(Tarrenz)
  - 움하우젠(Umhausen)
  - 벤스(Wenns)